# Список керівників держав 962 року
Список керівників держав 962 року — це перелік правителів країн світу 962 року.
Список керівників держав 961 року — 962 рік — Список керівників держав 963 року — Список керівників держав за роками

## Європа
- Англія:
  - Король Англії — Едгар Мирний (959—975)
  - Гвікке — до 994 немає даних.
  - Корнволл — граф Вортегін Хелін ап Ролоп (960—980)
- Балканський півострів:
  - Перше Болгарське царство — Петро I (927—969)
  - Дукля — Хвалимир Петрович (950—971)
- Волзька Болгарія — Абдуллах ібн Мікаїл (943—964)
- Вельс:
  - Брихейніог — ?
  - Королівство Гвент — Нові ап Гуріад (955—970)
  - Королівство Гвінед — Іеваф ап Ідвал (950—969)
  - Дехейбарт — Овейн ап Гівел (950—987)
  - Морганнуг — Морган III Старий (950—974)
  - Королівство Повіс — Овейн ап Гівел (950—984)
- Візантійська імперія — Роман II Молодший (959—963)
  - Неаполітанське герцогство — Іоанн III (928—968)
  - Самос (фема) — до 1002 невідомо
- Ірландія — верховний король Домналл Ва Нейлл (956—980)
  - Айлех — Домналл мак Муйрхертайг О'Нейлл (943—980)
  - Айргіалла — Доннакан мак Маелмуйре (947—970)
  - Дублін (королівство) — Амлайб Куаран (952—980) — вдруге
  - Коннахт — Фергал МакАйрт О'Руайрк (956—966)
  - Ленстер — Келлах III (958—966)
  - Король Міде — Карлуш Mac Куїнн (952—960)
  - Мунстер — Дункан II (961—963)
  - Улад — Ардгал мак Матудайн (950—970)
    - Конайлле Муйрхемне — Кінаед мак Кронгілла (951—970)
- Італія:
- Король Італії — Беренгар II (950—966)
  - Венеційська республіка — дож П'єтро IV Кандьяно (959—976)
  - Веронська марка — Генріх II (955—975)
  - Іврейська марка — Гвідо (950—965)
  - Князівство Капуанське — Ландульф V (961—968)
  - Князівство Беневентське — Ландульф III (961–968)
  - Герцогство Гаета — Іоанн II (954-962 або 963)
  - Салернське князівство — Гізульф I (952—978)
  - Сполетське герцогство — Тразімунд III (959—967)
    - Калабрія (фема) — до 965 невідомо
    - Лонгобардія (фема) — Маріан Аргир (955—962)
- Кавказ:
  - Абхазьке царство — Леон III (957—967)
  - Вірменія — Ашот III Милостивий (953—977)
  - Кахетія — Квіріке II (929—976)
  - Тао-Кларджеті — Баграт II Регвені (958—994)
- Німеччина:
  - Герцогство Баварія — маркграф Генріх II (955—976)
  - Архієпископ Зальцбургу — Федерік I (958—991)
  - Кельнське курфюрство — Бруно I Великий (953—965)
  - Архієпископ Майнца — Вільгельм (954—968)
  - Ободрицький союз — Након (з кінця 930-х років до 965/967)
  - Герцогство Саксонія — Герман (961—973)
  - Франконія (герцогство) — Оттон I (939—973)
  - Герцогство Швабія — Бурхард III (954—978)
- Піренейський півострів:
  - Королівство Леон — король Леону, Астурії та Галісії Санчо I (960—966)
  - Коїмбрське графство — Гонсалу Моніш (933—981)
  - Кордовський емірат — Аль-Хакам II (961—976)
  - Королівство Наварра — Гарсія I (925—970)
  - Графство Португалія — Гонсалу I Мендеш (950—997)
- Скандинавія:
  - конунґ данів — Гаральд I Синьозубий (958—986)
  - Король Норвегії Гаральд II Сірий Плащ (961—970)
  - Швеція — Емунд II Ерікссон (950—970)
- Угорське князівство — надьфейеделем Такшонь (955—972)
- Україна — Київська княгиня Ольга (944/945-964)
- Західне Франкське королівство — Лотар (954—986)
- Східне Франкське королівство — Оттон I (836—962)
  - Герцогство Аквітанія — Гуго Капет (956—962); Ґійом III Патлатий (962—963)
  - Арелатське королівство — Конрад I (937—993)
  - Графство Булонь — граф Арнульф I Великий (935—964)
  - Архграф Верхньої Бургундії — Одо (956—962/965)
  - Герцогство Васконія — герцог Вільгельм (961—996)
  - Бретонське герцогство — Жоффруа I Грізегонель (960—987)
  - Голландія — Дірк II (928/949—988)
  - Ено (графство) — Аморі (958—970)
  - Графство Керсі — Гуго (935—972)
  - Графство Ла Марш — Бозон I Старий (958—974)
  - Нижня Лотарингія — Готфрід (959—964)
  - Графство Мен — Гуго II (950—992)
  - Нормандія — Річард I (942—996)
  - Графство Тулуза — Раймунд (V) (961—978)
  - Урхельське графство — Боррель II (948—992); до 992 — в складі графства Барселона
  - Фландрія — Балдуїн III (958—962); Арнульф II Фландрський (962—965 де-юре; 965—987 де-факто)
- Хозарський каганат — Йосип I (940—965)
- Хорватія — Михайло Крешимир II (949—969)
- Чехія — князь Болеслав I (935—972)
- Шотландія:
  - Король Шотландії Індальф (954—962); Даб (962—967)
  - Стратклайд — Дональд III макЕоган (937—971)
- Святий Престол; Папська держава — папа римський Іван XII (955—964)
- Вселенський патріарх — Поліект (956—970)
  - Тбіліський емірат — Джафар бін Мансур (952—981)

## Азія
- Близький Схід:
  - Фатіміди — Аль-Муїзз (953—975)
  - Багдадський халіфат — Муті (946—974)
    - Дербентський емірат — Ахмад (954—976) вчетверте
    - Зіядіди — Абул-Джейш Ісхак ібн Ібрагім (904—981)
    - Зіяриди — Вушмгір (934—967)
    - Держава Ширваншахів — Ахмад I (956—981)
    - Яфуриди — Мухаммед ібн ад-Даххак (956—963)
- Васпураканське царство — Абусахл-Амазасп (959—972)
- Династія Нго — Нго Сионг Ван (950—965)
- Індія:
  - Західні Ганги — Марулаганга Неєтімарга (961—963)
  - Гуджара-Пратіхари — Віджаяпала (956—989)
  - Гуджарадеша — Мулараджа I (942—986)
  - Камарупа — Індра Пала (960—990)
  - самраат Кашмірської держави (Династія Утпала) — Абхіманья (958—972)
  - Мевар (князівство) — Равал Аллата (951—971)
  - Імперія Пала — Гопала II (959—976)
  - Держава Пандья — підкорено Чолою до 1190
  - Раджарата — раджа Сена III (955—964)
  - Раштракути — Крішна III (939—967)
  - Династія Тхакурі — Гунакамадева II (949—994)
  - Саканбарі — нріпа Сімхараджа (944—971)
  - Східні Чалук'ї — Амма II (947—970)
  - Чандела — магараджа Джеджа-Бхукті Дханга (954—999)
  - магараджа держави Чеді й Дагали — Лакшманараджа II (945—970)
  - Чола — Парантака Чола II (957—970)
  - Династія Шахі (Кабулшахи, Індошахи) — Бхімадева (921—964)
- Індонезія:
  - Матарам — Шрі Ісіяна Тунггавійя (947—985)
  - Сунда — Лімбур Канкана (954—964)
  - Шривіджая — Шрі Удаядитьяварман (960—980)
- Китай:
  - Далі — до 1081 невідомо
  - ідикут Кучі — Арслан-хан (948—985)
  - Династія Ляо — Єлюй Цзін (951—969)
  - Династія Сун — Чжао Куан'їнь (960—976)
  - Південна Тан — Лі Юй (961—975)
  - Уюе — Цянь Чу (948—978)
  - Південна Хань — Лю Чан (958—972)
  - Царство Цзінань — Ґао Баосюй (960—962); Ґао Цзічун (962—963)
  - Пізня Шу — Мен Чан (934—965)
  - Північна Хань — Лю Цзюнь (954—968)
- Корея:
  - Корьо — Кванджон (949—975)
  - Дундань — Єлюй Сянь (959—982)
- Паган — король Н'яунг-у Саврахан (956—1001)
- Персія:
  - Баванди — Шахріяр II (930—964)
  - Буїди — Адуд ад-Даула (949—983)
  - Раввадіди — Абул-Хайя Хусейн I (961—983)
  - Саффариди — Ахмад ібн Мухаммад (923—963)
  - Саларіди — Юстан I ібн Марзубан (957—960)
  - Шеддадіди — Мухаммад ібн Шаддад (955—971)
- Династія Нго — Нго Сионг Ван (954—965)
- Кхмерська імперія — Раджендраварман II (944—968)
- Середня Азія:
  - Караханідська держава — Сулейман Арслан-хан (958—970)
- Японія — Імператор Муракамі (946—967)

## Африка
- Берегвати — Абу Мансур Іса (961—?)
- Некор (емірат) — Юртум ібн Ахмад (947/955-970)
- Ідрісиди — Аль-Хасан II ібн Аль-Касім (954—974)
- Іхшиди — Абу'л-Хасан Алі (961—966)
- Макурія — Захаріас III (920—943/969)
- Мідрариди — правління Фатімідів до 963
- Фатіміди — Аль-Мансур Біллах (946—963)
- Королівство Шоа — амір Мухіаддін (?-?)